# Collegio di Halifax
Halifax è un collegio elettorale inglese della Camera dei comuni del Parlamento del Regno Unito, situato nel West Yorkshire, nella regione dello Yorkshire e Humber. Elegge un membro del Parlamento con il sistema maggioritario a turno unico. Il rappresentante del collegio dal 2015 è la laburista Kate Dearden.

## Storia
Il borough parlamentare fu istituito con il Reform Act 1832 ed elesse due deputati da quell'anno fino al 1918. Divenne county borough nel 1888 in considerazione della densità di popolazione, il che consentì di mantenere in vita la contea cerimoniale del West Yorkshire. Il borough municipale e di contea era posto sotto un sindaco, cinque anziani e 45 consiglieri ed aveva un'area di 56,52 km².
Al tempo della conquista normanna, Halifax costituiva parte della tenuta di Wakefield, che apparteneva al Re, ma nel XIII secolo finì nelle mani di Giovanni de Warenne, VI conte di Surrey (1231-1304). La prosperità della città ebbe inizio con i primi prodotti in lana, la cui manifattura fu istituita nel 1414, quando in città vi erano solamente tredici abitazioni, che entro la fine del XIV secolo divennero 520. Camden, alla metà del XVII secolo scrisse che "le persone sono molto industriose, e sebbene il suolo sia brullo e inadatto a viverci, sono riusciti a far fiorire la città ... con il commercio di abiti, e sono diventati talmente ricchi da essere conosciuti da tutti i vicini". L'industria manifatturiera e i commerci migliorarono ulteriormente con l'arrivo di mercanti e artigiani dei Paesi Bassi spagnoli, per la persecuzione del Duca di Alva.
Halifax divenne un borough piuttosto che un borough parlamentare, e i suoi privilegi crebbero con l'incremento dei commerci. Dal 1832 al 1918 i residenti nel collegio elessero due deputati.

## Profilo
Nel 2001, la città dei monti Pennini era relativamente ricca, e non toccata dagli alti livelli di disoccupazione e crimine che si registravano in altri ward della regione dello Yorkshire e Humber; molti residenti del collegio hanno tuttavia redditi modesti, e vi sono alcune aree di edilizia sociale. Dal 1987 il deputato eletto appartiene al Partito Laburista; prima di quella data, per quattro anni era stato in carica un conservatore, ma in generale sin dalla seconda guerra mondiale Halifax era stato un seggio laburista.
I conservatori lanciarono il loro manifesto elettorale a Dean Clough Mill, ad Halifax, prima delle elezioni generali del 2017, e cercarono di ottenere il seggio, dato che la maggioranza laburista nel seggio era caduta fino a 428 voti, l'1% del voto totale, due anni prima. Lynch incrementò tuttavia il proprio vantaggio di almeno 5.000 voti, dando ad Halifax la più grande maggioranza sin dalle elezioni generali del 2001.

## Estensione

Halifax dal 2010 al 2024

- 1918–1983: il County Borough of Halifax.
- 1983–2010: i ward del borgo metropolitano di Calderdale di Illingworth, Mixenden, Northowram and Shelf, Ovenden, St John's, Skircoat, Sowerby Bridge, Town e Warley.
- 2010–2024: i ward del borgo metropolitano di Calderdale di Illingworth and Mixenden, Northowram and Shelf, Ovenden, Park, Skircoat, Sowerby Bridge, Town e Warley.
- dal 2024: i ward del borgo metropolitano di Calderdale di Illingworth and Mixenden, Northowram and Shelf; Ovenden, parte di Ryburn (distretti elettorali MB, MC e MD), Skircoat, Sowerby Bridge, Town e Warley.[3]

Il collegio copre la grande città di Halifax, nel West Yorkshire, e comprende la città minore di Sowerby Bridge, che è unita ad Halifax anche se fino al 1974 costituiva un distretto urbano separato.

## Membri del Parlamento
Dal 1832 al 1918 il collegio di Halifax elesse due deputati.
| Elezione | 1° deputato         | 1° deputato                    | 1° partito         | 2° deputato        | 2° deputato      | 2° partito |
| -------- | ------------------- | ------------------------------ | ------------------ | ------------------ | ---------------- | ---------- |
| 1832     |                     | Rawdon Briggs                  | Liberale           |                    | Sir Charles Wood | Liberale   |
| 1835     |                     | James Archibald Stuart-Wortley | Conservatore       |                    | Sir Charles Wood | Liberale   |
| 1837     |                     | Edward Davis Protheroe         | Liberale           |                    | Sir Charles Wood | Liberale   |
| 1847     |                     | Henry Edwards                  | Conservatore       |                    | Sir Charles Wood | Liberale   |
| 1852     |                     | Sir Francis Crossley           | Liberale           |                    | Sir Charles Wood | Liberale   |
| 1859     | Sir James Stansfeld |                                | Liberale           |                    | Sir Charles Wood | Liberale   |
| 1865     | Sir James Stansfeld | Edward Akroyd                  | Liberale           |                    |                  | Liberale   |
| 1874     | Sir James Stansfeld | John Crossley                  | Liberale           |                    |                  | Liberale   |
| 1877 (S) | Sir James Stansfeld | John Dyson Hutchinson          | Liberale           |                    |                  | Liberale   |
| 1882 (S) | Sir James Stansfeld | Thomas Shaw                    | Liberale           |                    |                  | Liberale   |
| 1893 (S) | Sir James Stansfeld | William Rawson Shaw            | Liberale           |                    |                  | Liberale   |
| 1895     |                     | William Rawson Shaw            | Alfred Arnold      | Conservatore       |                  | Liberale   |
| 1897 (S) | Alfred Billson      |                                | Alfred Arnold      | Conservatore       |                  | Liberale   |
| 1900     |                     | Sir Savile Crossley            | Liberale Unionista | John Henry Whitley |                  | Liberale   |
| 1906     |                     | James Parker                   | Laburista          | John Henry Whitley |                  | Liberale   |

Dal 1918 il collegio di Halifax elegge un deputato.
| Elezione | Elezione      | Deputato            | Partito      |
| -------- | ------------- | ------------------- | ------------ |
|          | 1918          | John Henry Whitley  | Liberale     |
|          | 1921          | John Henry Whitley  | Speaker      |
|          | 1928 (S)      | Arthur Longbottom   | Laburista    |
|          | 1931          | Gilbert Gledhill    | Conservatore |
|          | 1945          | Dryden Brook        | Laburista    |
|          | 1955          | Maurice Macmillan   | Conservatore |
|          | 1964          | Shirley Summerskill | Laburista    |
|          | 1983          | Roy Galley          | Conservatore |
|          | 1987          | Alice Mahon         | Laburista    |
| 2005     | Linda Riordan |                     | Laburista    |
| 2015     | Holly Lynch   |                     | Laburista    |
| 2024     | Kate Dearden  |                     | Laburista    |

## Risultati elettorali

### Elezioni negli anni 2020
| Partito                    | Partito                                | Candidato                  | Risultati 4 luglio 2024 | Risultati 4 luglio 2024 |
| Partito                    | Partito                                | Candidato                  | Voti                    | %                       |
| -------------------------- | -------------------------------------- | -------------------------- | ----------------------- | ----------------------- |
|                            | Laburista                              | Kate Dearden               | 14 135                  | 35,15                   |
|                            | Conservatore                           | Hazel Sharp                | 7 866                   | 19,56                   |
|                            | Reform UK                              | James Griffith-Jones       | 7 811                   | 19,42                   |
|                            | Verdi                                  | Martin Hey                 | 4 133                   | 10,28                   |
|                            | Workers                                | Shakir Saghir              | 2 543                   | 6,32                    |
|                            | Lib Dem                                | Samuel Jackson             | 2 359                   | 5,87                    |
|                            | Indipendente                           | Purveen Hussain            | 1 367                   | 3,40                    |
|                            |                                        |                            |                         |                         |
| Iscritti                   | Iscritti                               | Iscritti                   | 77 516                  | 100,00                  |
| ↳ Votanti (% su iscritti)  | ↳ Votanti (% su iscritti)              | ↳ Votanti (% su iscritti)  | 40 363                  | 52,07                   |
| ↳ Astenuti (% su iscritti) | ↳ Astenuti (% su iscritti)             | ↳ Astenuti (% su iscritti) | 37 153                  | 47,93                   |
|                            |                                        |                            |                         |                         |
|                            | Esito: collegio confermato a Laburista |                            |                         |                         |

### Elezioni negli anni 2010
| Partito                    | Partito                                | Candidato                  | Risultati 12 dicembre 2019 | Risultati 12 dicembre 2019 |
| Partito                    | Partito                                | Candidato                  | Voti                       | %                          |
| -------------------------- | -------------------------------------- | -------------------------- | -------------------------- | -------------------------- |
|                            | Laburista                              | Holly Lynch                | 21 496                     | 46,27                      |
|                            | Conservatore                           | Kashif Ali                 | 18 927                     | 40,74                      |
|                            | Brexit                                 | Sarah Wood                 | 2 813                      | 6,05                       |
|                            | Lib Dem                                | James Baker                | 2 276                      | 4,90                       |
|                            | Verdi                                  | Bella Jessop               | 946                        | 2,04                       |
|                            |                                        |                            |                            |                            |
| Iscritti                   | Iscritti                               | Iscritti                   | 71 887                     | 100,00                     |
| ↳ Votanti (% su iscritti)  | ↳ Votanti (% su iscritti)              | ↳ Votanti (% su iscritti)  | 46 458                     | 64,63                      |
| ↳ Astenuti (% su iscritti) | ↳ Astenuti (% su iscritti)             | ↳ Astenuti (% su iscritti) | 25 429                     | 35,37                      |
|                            |                                        |                            |                            |                            |
|                            | Esito: collegio confermato a Laburista |                            |                            |                            |

| Partito                    | Partito                                | Candidato                  | Risultati 8 giugno 2017 | Risultati 8 giugno 2017 |
| Partito                    | Partito                                | Candidato                  | Voti                    | %                       |
| -------------------------- | -------------------------------------- | -------------------------- | ----------------------- | ----------------------- |
|                            | Laburista                              | Holly Lynch                | 25 507                  | 52,84                   |
|                            | Conservatore                           | Chris Pearson              | 20 131                  | 41,70                   |
|                            | UKIP                                   | Mark Weedon                | 1 568                   | 3,25                    |
|                            | Lib Dem                                | James Baker                | 1 070                   | 2,22                    |
|                            |                                        |                            |                         |                         |
| Iscritti                   | Iscritti                               | Iscritti                   | 71 244                  | 100,00                  |
| ↳ Votanti (% su iscritti)  | ↳ Votanti (% su iscritti)              | ↳ Votanti (% su iscritti)  | 48 375                  | 67,90                   |
| ↳ Astenuti (% su iscritti) | ↳ Astenuti (% su iscritti)             | ↳ Astenuti (% su iscritti) | 22 869                  | 32,10                   |
|                            |                                        |                            |                         |                         |
|                            | Esito: collegio confermato a Laburista |                            |                         |                         |

| Partito                    | Partito                                | Candidato                  | Risultati 7 maggio 2015 | Risultati 7 maggio 2015 |
| Partito                    | Partito                                | Candidato                  | Voti                    | %                       |
| -------------------------- | -------------------------------------- | -------------------------- | ----------------------- | ----------------------- |
|                            | Laburista                              | Holly Lynch                | 17 506                  | 40,01                   |
|                            | Conservatore                           | Philip Allott              | 17 078                  | 39,03                   |
|                            | UKIP                                   | Liz Phillips               | 5 621                   | 12,85                   |
|                            | Lib Dem                                | Mohammad Ilyas             | 1 629                   | 3,72                    |
|                            | Verdi                                  | Gary Scott                 | 1 142                   | 2,61                    |
|                            | Respect                                | Asama Javed                | 465                     | 1,06                    |
|                            | Cristiano                              | Trevor Bendrien            | 312                     | 0,71                    |
|                            |                                        |                            |                         |                         |
| Iscritti                   | Iscritti                               | Iscritti                   | 70 455                  | 100,00                  |
| ↳ Votanti (% su iscritti)  | ↳ Votanti (% su iscritti)              | ↳ Votanti (% su iscritti)  | 43 753                  | 62,10                   |
| ↳ Astenuti (% su iscritti) | ↳ Astenuti (% su iscritti)             | ↳ Astenuti (% su iscritti) | 26 702                  | 37,90                   |
|                            |                                        |                            |                         |                         |
|                            | Esito: collegio confermato a Laburista |                            |                         |                         |

| Partito                    | Partito                                | Candidato                  | Risultati 6 maggio 2010 | Risultati 6 maggio 2010 |
| Partito                    | Partito                                | Candidato                  | Voti                    | %                       |
| -------------------------- | -------------------------------------- | -------------------------- | ----------------------- | ----------------------- |
|                            | Laburista                              | Linda Riordan              | 16 278                  | 37,37                   |
|                            | Conservatore                           | Philip Allott              | 14 806                  | 33,99                   |
|                            | Lib Dem                                | Elisabeth Wilson           | 8 335                   | 19,14                   |
|                            | BNP                                    | Tom Bates                  | 2 760                   | 6,34                    |
|                            | Voce Indipendente per Halifax          | Diane Park                 | 722                     | 1,66                    |
|                            | UKIP                                   | Jay Sangha                 | 654                     | 1,50                    |
|                            |                                        |                            |                         |                         |
| Iscritti                   | Iscritti                               | Iscritti                   | 70 363                  | 100,00                  |
| ↳ Votanti (% su iscritti)  | ↳ Votanti (% su iscritti)              | ↳ Votanti (% su iscritti)  | 43 555                  | 61,90                   |
| ↳ Astenuti (% su iscritti) | ↳ Astenuti (% su iscritti)             | ↳ Astenuti (% su iscritti) | 26 808                  | 38,10                   |
|                            |                                        |                            |                         |                         |
|                            | Esito: collegio confermato a Laburista |                            |                         |                         |

### Elezioni negli anni 2000
| Partito                    | Partito                                | Candidato                  | Risultati 5 maggio 2005 | Risultati 5 maggio 2005 |
| Partito                    | Partito                                | Candidato                  | Voti                    | %                       |
| -------------------------- | -------------------------------------- | -------------------------- | ----------------------- | ----------------------- |
|                            | Laburista                              | Linda Riordan              | 16 579                  | 41,80                   |
|                            | Conservatore                           | Kris Hopkins               | 13 162                  | 33,19                   |
|                            | Lib Dem                                | Michael Taylor             | 7 100                   | 17,90                   |
|                            | BNP                                    | Geoff Wallace              | 2 627                   | 6,62                    |
|                            | Fronte Nazionale                       | Tom Holmes                 | 191                     | 0,48                    |
|                            |                                        |                            |                         |                         |
| Iscritti                   | Iscritti                               | Iscritti                   | 64 908                  | 100,00                  |
| ↳ Votanti (% su iscritti)  | ↳ Votanti (% su iscritti)              | ↳ Votanti (% su iscritti)  | 39 659                  | 61,10                   |
| ↳ Astenuti (% su iscritti) | ↳ Astenuti (% su iscritti)             | ↳ Astenuti (% su iscritti) | 25 249                  | 38,90                   |
|                            |                                        |                            |                         |                         |
|                            | Esito: collegio confermato a Laburista |                            |                         |                         |

| Partito                    | Partito                                | Candidato                  | Risultati 7 giugno 2001 | Risultati 7 giugno 2001 |
| Partito                    | Partito                                | Candidato                  | Voti                    | %                       |
| -------------------------- | -------------------------------------- | -------------------------- | ----------------------- | ----------------------- |
|                            | Laburista                              | Alice Mahon                | 19 800                  | 49,02                   |
|                            | Conservatore                           | James Walsh                | 13 671                  | 33,85                   |
|                            | Lib Dem                                | John Durkin                | 5 878                   | 14,55                   |
|                            | UKIP                                   | Helen Martinek             | 1 041                   | 2,58                    |
|                            |                                        |                            |                         |                         |
| Iscritti                   | Iscritti                               | Iscritti                   | 69 878                  | 100,00                  |
| ↳ Votanti (% su iscritti)  | ↳ Votanti (% su iscritti)              | ↳ Votanti (% su iscritti)  | 40 390                  | 57,80                   |
| ↳ Astenuti (% su iscritti) | ↳ Astenuti (% su iscritti)             | ↳ Astenuti (% su iscritti) | 29 488                  | 42,20                   |
|                            |                                        |                            |                         |                         |
|                            | Esito: collegio confermato a Laburista |                            |                         |                         |

## Risultati dei referendum

### Referendum sulla permanenza del Regno Unito nell'Unione europea del 2016
|             | Collegio | Lasciare UE % | Rimanere in UE % |
| ----------- | -------- | ------------- | ---------------- |
|             | Halifax  | 68,3%         | 31,7%            |
| Inghilterra | 53,3%    | 46,7%         |                  |
| Regno Unito | 51,9%    | 48,1%         |                  |